# Strumaria hardyana
Strumaria hardyana là một loài thực vật thuộc họ Amaryllidaceae. Đây là loài đặc hữu của Namibia. Môi trường sống tự nhiên của chúng là vùng cây bụi khô khu vực nhiệt đới hoặc cận nhiệt đới and vùng nhiều đá.